# Dryas x suendermanni
Dryas x suendermanni, som er en Rypelyng-hybrid, er en stedsegrøn, fladt krybende dværgbusk. Grenene er ganske tynde, og de slår rod overalt, hvor de rører jorden. 

## Beskrivelse
Barken er først lysegrøn og glat. Senere bliver den brun og lidt afskallende. Knopperne er lysegrønne, men ses ikke meget mellem bladene. De er spredte, omvendt ægformede og rynkede med afrundede, grove tænder langs randen. Oversiden er mørkegrøn, mens undersiden er sølvhvid. Blomsterne sidder enkeltvis, hævet op over bladtæppet på tynde stilke. De er gulligt-hvide og ligner Anemoner. De modne frøstande har lange silkehår som sidder i tætte hoveder på blomsternes plads. Frøene modner godt, men spirer kun under meget specielle forhold (se nedenfor).
Rodnettet er trævlet og lidt løst i opbygningen. Planten skaber jordtræthed.
Højde x bredde og årlig tilvækst: 0,10 x 2,50 m (10 x 25 cm/år). 9 planter dækker 1 m² på 4 år. Målene kan anvendes ved udplantning.

## Hjemsted
Begge krydsningens forældre-arter hører hjemme i tundraområder med snedække og kalkrig, gruset jord i fuld sol.